# Chickamauga
Chickamauga – miasto w Stanach Zjednoczonych, w stanie Georgia, w hrabstwie Walker.